# Lucio Minicio Natal (cónsul 106)
Lucio Minicio Natal (en latín: Lucius Minicius Natalis) fue un senador romano que vivió a finales del siglo I y principios del siglo II, y desarrolló su cursus honorum bajo los reinados de Domiciano, Nerva, Trajano y Adriano. Fue cónsul sufecto en el año 106 junto con Quinto Licinio Silvano Graniano Cuadronio Próculo.

## Carrera política
Una inscripción encontrada en Barcelona nos proporciona detalles de su cursus honorum. Natal comenzó su carrera como miembro del quattuorviri viarum curandarum, uno de los cuatro cargos que componían el Vigintivirato; servir en una de estas magistraturas menores se consideraba un primer paso importante en la carrera de un senador. Este colegio supervisaba el mantenimiento de carreteras dentro de la ciudad de Roma. Aunque Natal ciertamente ocupó el cargo de cuestor, que le daba el derecho de ser inscripto en el senado, su siguiente cargo documentado fue el de tribuno de la plebe, seguido de un cargo como legado o asistente del gobernador proconsular de África. Participó en las Guerras Dacias, y por su heroísmo recibió una dona militaria, o condecoraciones militares. Posteriormente Natal fue nombrado legatus o comandante de la Legio III Augusta, convirtiéndolo efectivamente en gobernador pretoriano de Numidia entre los años 103/104.
La misma inscripción de Barcelona da fe de que a raíz de su consulado en el año 106, Natal fue nombrado comisario alvei Tiberis et riparum et cloacarum, o uno de los responsables de las obras públicas dentro de Roma, regulando las crecidas del Tíber y el mantenimiento del sistema de saneamiento de la ciudad. Luego fue gobernador de Panonia Superior, y después de ser admitido en el colegio sacerdotal de los sodalis Augustalis, Natal fue procónsul de África en periodo 121/122. 
Su hijo, Lucio Minicio Natal Cuadronio Vero, cónsul sufecto en el año 139, sirvió como su legatus, o asistente, durante su mandato en África.